# Play - Festival del Gioco
Play - Festival del Gioco è una convention dedicata al gioco in generale che si svolge presso il quartiere fieristico organizzata a Bologna,  dal 2008 ad oggi. Prima dell'edizione del 2025 l'evento si teneva presso il polo fieristico di Modena, da cui il vecchio nome "Play Modena".
La fiera nasce da una tradizione trentennale, eredità della precedente ModCon, della quale ha mantenuto la caratteristica di essere organizzata da appassionati e giocatori. Ogni anno è presente il contributo di svariate associazioni ludiche sparse su tutto il territorio italiano che collaborano anche a livello organizzativo, e vede la partecipazione di alcuni editori e distributori del settore. 
A Play - Festival del Gioco si trovano svariati tipi di intrattenimenti legati al gioco come laboratori, workshop, dibattiti e conferenze, sviluppati anche nella settimana precedente il festival all’interno della città di Modena. Negli anni la fiera ha accolto ospiti, quali Francesco Moser, Reiner Knizia, Martin Wallace, Friedemann Friese, Gary Chalk, Mac Gerdts, Ivo de Palma, Francesco Sanseverino, Calssara, Shane Lacy Hensley, Ignacy Trzewiczek, Charles Bo Nielsen e Jason Matthews. 
Da ModCon, Play ha ereditato e preservato nel corso degli anni la presenza di piccoli e grandi autori italiani, coordinati in Area Autoproduzione da Angelo Porazzi.
Inoltre coinvolge ogni anno decine di classi dalle scuole di ogni ordine e grado attraverso progetti che prevedono laboratori di gioco ed eventi come le finali nazionali dei giochi logici e i regionali delle olimpiadi della matematica.

## Storia

### Gli inizi
ModCon era una fiera indirizzata principalmente ai giocatori da tavolo, di ruolo, wargame e videogiochi che si svolgeva nell'arco di tre giorni nella sede del club TreEmme. Dal 2008, con l'intento di aprirsi a un pubblico più generalista, cambiò nome in Play - Festival del Gioco, riducendo le giornate di convention al solo sabato e domenica, spostandosi nei padiglioni di Modena Fiere e dedicando aree anche ad altri tipi di gioco, come i giochi tradizionali o quelli per bambini. Ospiti di questa edizione furono Andreas Seyfarth, Karen Seyfarth, Christophe Boelinger, Riccardo Crosa, Ennio Peres, Riccardo Albini. Questa edizione fu la prima e l'ultima ad essersi svolta nel mese di settembre, come era usanza fare per ModCon, negli anni successivi i giorni di fiera vennero spostati nei periodi di marzo / aprile; a causa di questo spostamento nel 2009 la convention non si svolse (da settembre 2008 a marzo 2009 il tempo era troppo poco per organizzare tutto), e ricominciò invece a marzo 2010 quando, con a disposizione circa 27000 m², portò i visitatori dai 4400 del 2008 a quasi 18000 in due giorni. Ospiti di questa edizione furono Reiner Knizia, Friedemann Friese e Francesco Moser. Le prime nove edizioni si sono tenute sempre nei giorni di sabato e domenica, mentre nel 2018 si è aggiunto il venerdì pomeriggio e nel 2019 anche il venerdì mattina.

### Dal 2011 ad oggi
Dal 2011 a Play aumentano ogni anno i visitatori della fiera raggiungendo gli oltre 33.000 del 2016 e i 40.000 del 2018. Aumentano anche gli spazi, espositori, ospiti illustri, associazioni coinvolte, tavoli da gioco e novità editoriali.
Dopo l'edizione del 2024 viene annunciato che la convention si terrà a Bologna, rinominando così l'evento in "Play - Festival del Gioco".

## Edizioni
| Edizione | Nome      | Ubicazione    | Date                 | Ospiti d'onore | Presenze               |
| -------- | --------- | ------------- | -------------------- | --- | ---------------------- |
| 1        | Play 2008 | Modena Fiere  | 27-28 settembre 2008 | Andreas Seyfarth, Karen Seyfarth, Christophe Boelinger, Riccardo Crosa, Ennio Peres, Riccardo Albini | 4400                   |
| 2        | Play 2010 | Modena Fiere  | 13-14 marzo 2010     | Reiner Knizia, Friedemann Friese, Francesco Moser | 17600                  |
| 3        | Play 2011 | Modena Fiere  | 26-27 marzo 2011     | Cephas Howard, Luca Giuliano | 19700                  |
| 4        | Play 2012 | Modena Fiere  | 24-25 marzo 2012     | Martin Wallace, Andrew Sheerin, Ignacy Trzewiczek, Matthijs Holter | 22200                  |
| 5        | Play 2013 | Modena Fiere  | 6-7 aprile 2013      | Mac Gerdts, Peter Doersam, Ignacy Trzewiczek, Emiliano Sciarra, Marco Donadoni, Calssara, Elffi | 25100                  |
| 6        | Play 2014 | Modena Fiere  | 5-6 aprile 2014      | Gary Chalk, Mac Gerdts, Peter Doersam, Giada Robin, Ivo de Palma, Francesco Sanseverino, Anna Sanchez, Angelo Di Chello, Olga Zimina, Giuseppe Palumbo                                                                                           | 27600                  |
| 7        | Play 2015 | Modena Fiere  | 11-12 aprile 2015    | Angelo Porazzi, Mac Gerdts, Shane Lacy Hensley, Charles Bo Nielsen | 30800                  |
| 8        | Play 2016 | Modena Fiere  | 2-3 aprile 2016      | Jason Matthews, Richard Shako, Malik Hyltoft, Roberto Fraga, Sunita Sunymao Zucca, Mac Gerdts, Luigi “Biagio” Cecchi, Riccardo Crosa, Andrea Angiolino                                                                                           | 33000                  |
| 9        | Play 2017 | Modena Fiere  | 1-2 aprile 2017      | Gipi, Ennio Peres, Andrea Chiarvesio, Chris Crawford, Ron Edwards, Jeoen Doumen e Joris Wiersinga | 35000                  |
| 10       | Play 2018 | Modena Fiere  | 6-8 aprile 2018      | Paolo Parente, Michael Schacht, Grant Rodiek, Avery Alder | 40000                  |
| 11       | Play 2019 | Modena Fiere  | 5-6-7 aprile 2019    | Jason Carl, Mac Gerdts, Eric M. Lang, Asger Sams Granerud, Luke Crane, Vladimír Suchý, Richard Breese, Olivier Zamfirescu, Mikkel Bertelsen, Angel Giraldez, Raffaele Du Marteau                                                                 | 44000                  |
| 12       | Play 2021 | Modena Fiere  | 3-4-5 settembre 2021 | Cole Wehrle, Enoch Fryxelius, Roberto Orosei | 24000                  |
| 13       | Play 2022 | Modena Fiere  | 20-21-22 maggio 2022 | Andrea Angiolino, Volko Ruhnke, Luca Perri, Adrian Fartade | 40000                  |
| 14       | Play 2023 | Modena Fiere  | 19-20-21 maggio 2023 | Glenn Drover, Tuomas Pirinen, Alexander Huemer, Joshua Fox, Francesco Lancia, Zoltar Sage Advice, Matt Aster | 37500                  |
| 15       | Play 2024 | Modena Fiere  | 17-18-19 maggio 2024 | David "Zeb" Cook, Francesca Baerald, John Kovalic, Xavier Georges, Garphill Games, Daniel Bund, Alessio Cavatore, Doug Hopkins, Tuomas Pirinen, Adrien Martinot, Francesco Lancia, Matt Aster, Hyde Magician, Andrea Angiolino, Emiliano Sciarra | 45000                  |
| 16       | Play 2025 | Bologna Fiere | 4-5-6 aprile 2025    | - | 34000 (ingressi unici) |